# Jérôme Foucher
Jérôme Foucher est un producteur et agent français, né à Montaigu (Vendée).

## Biographie
Après quelques années en tant que comédien, il devient producteur et agent.
Il a à son actif déjà plusieurs pièces de théâtre en tant que producteur : Coiffure et Confidences avec Anne Richard et Astrid Veillon, Tous des malades avec Marion Game et Alexandre Pesle, Qui se souviendra avec Christophe Malavoy, Les Maurice Girls avec Virginie Lemoine, Le Bouffon du Président avec Cécile de Ménibus et Franck De Lapersonne, Nuit d'ivresse avec Elisabeth Buffet et Denis Marechal, Pygmalion avec Lorie Pester, DARIUS avec Clémentine Célarié et Pierre Cassignard, Sur la route de Madison avec Clémentine Célarié, Pierre Cassignard et Gerald Cesbron, Le Sommelier avec Philippe Chevallier et Didier Gustin, C'est pas du tout ce que tu crois avec Norbert Tarayre, Danièle Evenou, Séverine Ferrer, L'un n'empêche pas l'autre avec Thierry Beccaro et Alexandra Vandernoot, etc.
Il s'occupe aussi de la diffusion du spectacle Vous n'aurez pas ma haine avec Raphaël Personnaz (Molière du meilleur seul en scène 2018)…

## Filmographie

### Cinéma
- 2002 : Le Papillon de Philippe Muyl
- 2005 : Zim and Co. de Pierre Jolivet
- 2004 : La Caisse de Pierre Jolivet

### Séries télévisées
- 2001 : Florence Larrieu, le juge est une femme (saison 1, épisode 17 : L'Ami d'enfance) : Charlotte Brandström
- 2002 : L'Emmerdeuse (épisode : Les caprices de l'amour) de Michaël Perrotta
- 2003 : Les Enquêtes d'Éloïse Rome (saison 3, épisode 2 : Joanna est revenue) de Christophe Douchand
- 2007 : Paris, enquêtes criminelles (saison 1, épisode 3 : Le Serment) de Gilles Behat
- 2008 : RIS police scientifique (saison 4, épisode 12 : Boomerang) de Alain Choquart

#### Téléfilms
- 2000 : La Banquise de Pierre Lary
- 2002 : Une Ferrari pour deux de Charlotte Brandström
- 2004 : Retour à la vie de Daniel Janneau
- 2004 : L'Abbaye du revoir de Jérôme Anger
- 2005 : Une vie en retour de Daniel Janneau
- 2008 : Le Nouveau Monde de Étienne Dhaene

## Théâtre

### Comédien
- 2000 : Tartuffe de Molière, mise en scène Jacques Ardouin,
- 2001 : Pygmalion de Bernard Shaw, mise en scène Jean Max Jalin,
- 2001 : Le Médecin malgré lui de Molière, mise en scène Édouard Pretet,
- 2002 : Marion de Lorme de Victor Hugo, mise en scène Jacques Ardouin, Théâtre de Saint Maur,
- 2003 : Tartuffe de Molière, mise en scène Édouard Pretet, Théâtre Mouffetard
- 2005 : Le Bel Indifférent de Jean Cocteau, mise en scène Pierre Vielhescaze, Théâtre de Saint Maur,
- 2006 : Marie Stuart mise en scène Daniel Royan, Théâtre de Versailles,
- 2006 : La Tempête de Shakespeare, mise en scène Daniel Royan, Théâtre de Saint Maur,
- 2008 : La Forme des choses de Neil Labute, mise en scène Adrian Brine, Petit Théâtre de Paris